# The Doll's Revenge (film 1907)
The Doll's Revenge è un cortometraggio muto del 1907 diretto da Cecil M. Hepworth. I due interpreti, Bertie e Gertie Potter, erano fratello e sorella, tra i primi attori bambini professionisti del cinema muto.

## Trama
Un ragazzino rompe la bambola della sorella. Il giocattolo si ripara, cresce, prende il bambino e se lo mangia.

## Produzione
Il film fu prodotto dalla Hepworth.

## Distribuzione
Distribuito dalla Hepworth, il film - un breve cortometraggio di 68,6 metri - uscì nelle sale cinematografiche britanniche nel marzo 1907.
Si conoscono pochi dati del film che, prodotto dalla Hepworth, fu distrutto nel 1924 dallo stesso produttore, Cecil M. Hepworth. Fallito, in gravissime difficoltà finanziarie, il produttore pensò in questo modo di poter almeno recuperare il nitrato d'argento della pellicola.